# Tasos Mitropoulos
Anastasios Mitropoulos conocido en los medios deportivos como Tasos Mitropoulos (en griego: Τάσος Μητρόπουλος; n. Atenas, 23 de agosto de 1957) es un exfutbolista griego, que jugaba como mediocampista y delantero y militó en varios de los clubes más importantes de su país.

## Selección nacional
Disputó 77 partidos con la selección de fútbol de Grecia en los que anotó ocho goles. Tras jugar las rondas clasificatorias de varias copas mundiales y eurocopas, participó en la Copa Mundial de Fútbol de 1994, en la que la selección helena quedó eliminada en la fase de grupos.

### Participaciones en Copas del Mundo
| Mundial                        | Sede           | Resultado      | Partidos | Goles |
| ------------------------------ | -------------- | -------------- | -------- | ----- |
| Copa Mundial de Fútbol de 1994 | Estados Unidos | Fase de grupos | 3        | 0     |

## Clubes
| Club             | País   | Año         | Partidos | Goles |
| ---------------- | ------ | ----------- | -------- | ----- |
| Ethnikos Piraeus | Grecia | 1976 - 1981 | 112      | 25    |
| Olympiakos       | Grecia | 1981 - 1992 | 270      | 55    |
| AEK Atenas       | Grecia | 1992 - 1994 | 56       | 6     |
| Panathinaikos    | Grecia | 1994 - 1995 | 2        | 0     |
| Apollon Smyrnis  | Grecia | 1995 - 1996 | 13       | 1     |
| Iraklis          | Grecia | 1996        | 8        | 1     |
| Veria            | Grecia | 1996 - 1997 | 29       | 6     |
| Olympiakos       | Grecia | 1997 - 1998 | 1        | 0     |

## Palmarés
Olympiakos
- Superliga de Grecia (4): 1982, 1983, 1987 y 1988
- Copa de Grecia (2): 1990 y 1992
- Supercopa de Grecia (2): 1988, 1993

AEK Atenas
- Superliga de Grecia (2): 1993 y 1994

Panathinaikos
- Superliga de Grecia (1): 1995
- Copa de Grecia (1): 1995
- Supercopa de Grecia (1): 1994